# Deepak Chopra

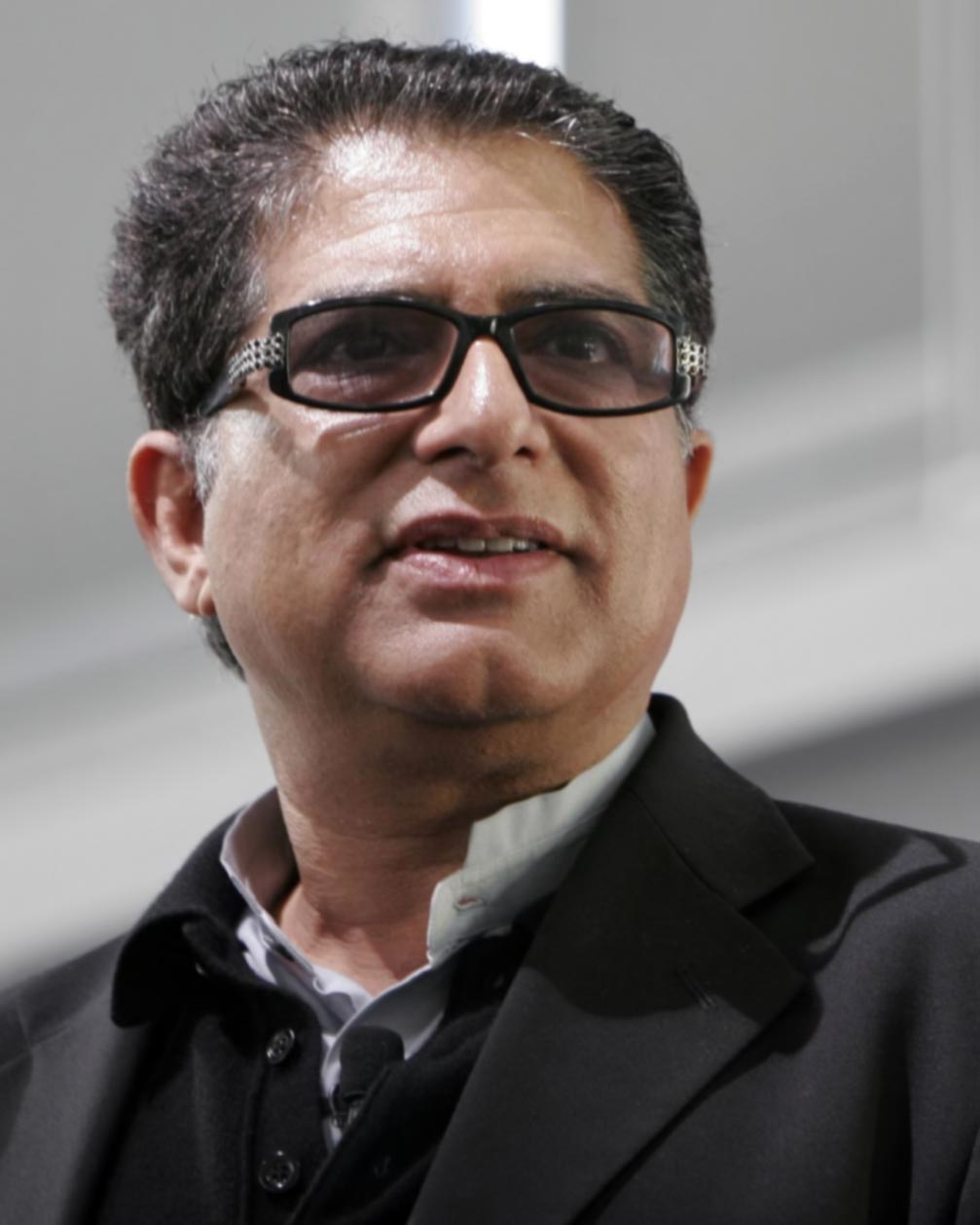
Deepak Chopra (2008)

Deepak Chopra (* 22. Oktober 1946 in Neu-Delhi, Indien) ist ein indisch-US-amerikanischer Mediziner und Autor von Büchern über Spiritualität, alternative Medizin und Ayurveda.

## Leben und Wirken
Der Sohn eines  Kardiologen studierte Medizin und wurde Internist und Endokrinologe. Er beschäftigte sich aber auch stets mit alternativen Heilmethoden und gründete 1996 zusammen mit dem Neurologen David Simon das Chopra Center for Wellbeing, ein Wellness-Center  in San Diego (später nach Carlsbad, Kalifornien verlagert). Sein medizinisches Verständnis ist stark beeinflusst durch seine Religion, den Hinduismus, und im Besonderen von den Veden und der Bhagavad Gita.
Die Medizinische Hochschule der University of California, San Diego (UCSD) unterhält eine Kollaboration mit Chopra, um zu untersuchen bzw. zu erklären, wie Meditation, Yoga und Nahrung die menschliche Gesundheit beeinflussen. Er hat an der UCSD eine volle, aber unbezahlte Professur inne.
Seine Bücher erreichen weltweit Millionen-Auflagen und wurden in mehr als zwei Dutzend Sprachen übersetzt. Insgesamt hat er über 90 Bücher veröffentlicht, die in mehr als 43 Sprachen übersetzt wurden. Er betreibt außerdem seit 2011 einen YouTube-Kanal, auf dem er regelmäßig Videos veröffentlicht.
Er lebt seit langem in Kalifornien.

## Kritik
Chopra greift in seinen Büchern oft auf Begriffe aus der Quantenphysik zurück („Quantenheilung“), wofür er 1998 den satirischen Ig-Nobelpreis für Physik erhielt. Einige seiner Thesen werden teilweise zur „Quantenmystik“ gezählt und als „pseudowissenschaftlich“ bezeichnet.

## Werke (Auswahl)
- Die Zukunft Gottes, Driediger Verlag 2015, ISBN 978-3-932130-40-3, Originaltitel: The Future of God
- Lerne lieben, lebe glücklich, Driediger Verlag 2012, ISBN 978-3-932130-27-4, Originaltitel: The Path to Love
- Die sieben Schlüssel zum Glück, Goldmann Verlag 2012
- Schöpfung oder Zufall? (mit Leonard Mlodinow), Arkana, 2012
- Die heilende Kraft, Driediger Verlag 2011, ISBN 978-3-932130-25-0, Originaltitel: Quantum Healing
- Buddha, Knaur-Verlag 2011
- Jung bleiben – ein Leben lang, KOHA 2011
- Der dritte Jesus – Auf der Suche nach dem kosmischen Christus, Goldmann Arkana 2010, ISBN 978-3-442-21917-9 Originaltitel: The Third Jesus. The Christ We Cannot Ignore
- Das Buch der Geheimnisse. 3. Auflage. Wilhelm Goldmann, München 2005, ISBN 978-3-442-33741-5. Amerikanische Originalausgabe: The Book of Secrets. Harmony Books, New York 2004
- Vollkommene Meditation, 1. Auflage 2021, Irisiana Verlag, ISBN 978-3-424-15412-2. Originaltitel: Total Meditation, 2020